# 高橋秋人
高橋 秋人（たかはし あきひと、1986年1月11日 - ）は、日本の俳優・メイクアップアーティスト。東京都出身。高校在学中にプロダクションに所属し、卒業してすぐに事務所所属者による劇団の舞台に出演。以後、フリーになるが、映像作品に意欲的に挑戦しながら、自身でも主催公演を行うなど、活動の場を広げている。
また、メイクに詳しいことを知っていた劇団の演出家から本公演でのキャストのメイクを依頼されたことを機に、メイキャップとしての活動も開始。近年は舞台や映像作品に出演しながら、メイクとして舞台やファッションショーに関わりつつ、メイク講師の活動も始めている。

## 出演

### 映画
- 『ブラック・フィルム』 - 長沼 役
- インディーズムービー『吸引』 - 安達 役
- 『突然恋人』 - 早乙女 役

### 舞台
- 劇団 自由彩図『Replay～リプレイ～』 - テロリスト兄 役
- サムシングミュージカル『銀河鉄道の夜』「兵士チート」 - 髙橋優 役
- サムシングミュージカル『メリーゴーランド』「踊るウェイター」 - 髙橋 役
- 『神様の贈り物』- レイフ・バークレー 役
- 『ウルフマン』- 内閣首相の片腕・中田門道 役
- わをん企画第1弾『リュウノセナカ』 - 魔女リンデ・フォレスト 役
- ファルスシアター第17回公演『パパ・アイ・ラブ・ユー～It Runs in the Family～』 - マイク・コノリー 役
- FPアドバンスプロデュース『男おいらん』 - 遊女・千早 役
- COZMIX MONSTERS企画『初夏の夜の夢』 - 太刀川奏 役
- 『潜入秘密探偵』 - テレビプロデューサー・山崎 役
- リーディングライブ 『UBUGOE』 Vol.3.
- リーディングライブ 『UBUGOE』 Vol.5.
- リーディングライブ 『憑き人。』輪入道 役
- 『ブスアンドザシティ～BATC～』演出・脚本・衣装・メイク・声のみの出演
- 『ブスアンドザシティ～パロミータス～』演出・脚本・衣装・メイク・声のみの出演
- リーディングライブ『BUSUKAI～ブスカイ～』2014年～2019年 主催・演出・脚本・出演
- ホラーリーディングライブ『BOOK OF TERROR』2015年～2018年 主催・演出・脚本・出演
- 「ブスアンドザシティ～ファミレッドゥ～』演出・脚本・衣装・メイク・出演（2019年3月6日～3月10日）
- 『都市伝説康芳夫〜モハメド・アリに魅せられた国際暗黒プロデューサー』（2022年11月、シアターブラッツ） - 秘書 役[1]

### ドラマ
- 『花より男子』シーズン1 最終話
- シナリオ登竜門『きたな（い）ヒーロー』谷洋平役
- 『ヒガンバナ』 第6話
- 『HOPE 期待ゼロの新入社員』第4話
- 『5時から9時まで〜私に恋したお坊さん〜』 - ゴロー 役
- テレ玉『超時空彩の国S.T.M内ショートドラマ・家政婦は見た』　第一話　「西園寺家の場合」 - 西園寺貢 役

### CM
- ミンティア 20周年記念 Web CM

### メイク
2013年
- 舞台 ファルスシアター18回公演 『ザ・フォーリナー』（池袋シアターグリーン） - サポート
- 舞台 ファルスシアター 番外公演 『煙が目にしみる』（池袋シアターグリーン）

2014年
- 舞台 わをんまつり 『大きな木』 （シダックスホール）
- 『complexone ファッションショー』 （ベルサール西新宿）
- 舞台 ファルスシアター 19回公演 『アウトオブオーダー』 （池袋シアターグリーン）
- 『complexone ファッションショーvol.2』 （ベルサール西新宿）

2015年
- 舞台 『プロモーターズ セカンドチャンス』 （新宿アルタスタジオ）
- 舞台 『FPアドバンス 新選組外伝 ～馳せし蒼へ響き渡れ～』 （高円寺明石スタジオ） - ヘアメイク
- 舞台 『FPアドバンス MOGURAYA』 （戸野廣浩司記念劇場） - ヘアメイク
- 舞台 『プロメテウスと慈雨』 （池袋スタジオネリム）
- 舞台 『転人』 （東京芸術劇場 シアターウエスト） - ヘアメイク
- 『インディーズムービー（タイトル未定）』 - ヘアメイク
- 舞台 『FPアドバンス MOGURAYA』 （築地ブティストホール） - ヘアメイク
- 『某企業宣伝用ピーアールムービー』 - ヘアメイク

2016年
- 舞台 『悪の華』キービジュアル - ヘアメイク
- 短編アニメ 『Ancestor』- メイキング撮影用キャスト（森山周一郎）ヘアメイク
- 舞台 『百瀬、こっちを向いて/小梅が通る』 パンフレット用ビジュアル - ヘアメイク
- 赤坂BLITZ 『キスカワフェス』ファッションショー - メイクサポート

2017年
- 『Boys Station』 - メイクサポート
- 『FPアドバンス マウスの道徳』 （アートスペースサンライズホール）
- 『僕たちの町は一ヶ月後ダムに沈む』 - ヘアメイク
- 『劇団C2 ENGAGE』  （シアターグリーン Big Tree） - ヘアメイク
- 『た組 劇じゃない火星人のはなしのヤツ』 ブロマイド撮影
- リーディングライブ 『憑き人。』 - 野島裕史・七緒はるひ・松田佑貴・増川洋一 メイク
- 映画 『憑きもどり』 - ヘアメイク
- 千葉テレビ『ドラマ』 - ヘアメイク
- 日本橋龍馬会 イベント公演 - ヘアメイク

2018年
- 舞台 『劇団C2　Re：Birth』 パンフレット・本公演 （シアターグリーン　Big Tree）
- 舞台 『オーケストラ』 （八幡山ワーサルシアター） - ヘアメイク
- 日本橋龍馬会 『ダイアモンドプリンセス号』 - ヘアメイク
- 千葉テレビ『木陰の女たち』 - ヘアメイク
- テレビ埼玉 『超時空彩の国S.T.M内ショートドラマ ハイスクールZ』 - ヘアメイク
- テレビ埼玉 『超時空彩の国S.T.M内ショートドラマ 家政婦は見た』 第二話 「田所家の場合」 - ヘアメイク

2019年
- 千葉テレビ『MUSE9』 - ヘアメイク（元AKB48梅田彩佳）

2020年
- 舞台 『第五人格』 episode3
- 舞台 『FPアドバンス Kiramekiボーイズ』
- ウルトラマン ウルトラヒーローEXPO ニューイヤーフェスティバルin東京ドームシティ

2021年
- ウルトラヒーローズEXPO THE LIVE
- 『貞子の逆襲』
- 劇団鳥と舟「また今日も私が生きている今があることを想う明日がある」
- 検証百物語 - メイク（大瀬康一、小野進也）

2022年
- 千代フェス - メイクヘアメイク（島田陽子）

### テレビ
- 2017年 ノンストップ 沖直実いい男祭り 秋の陣 イベント特集 「フリップ紹介」
- 2020年10月6日 バイキングmore 「2時プロジェクト」

### イベント
- 2017年 沖直実のいい男祭り 秋の陣 ネクストブレイク枠

### ラジオ
2017年
- FM浦安 高橋秋人の「部屋とブスと私」（第1・第3木曜日 22：00〜22：30）